# 楯状火山

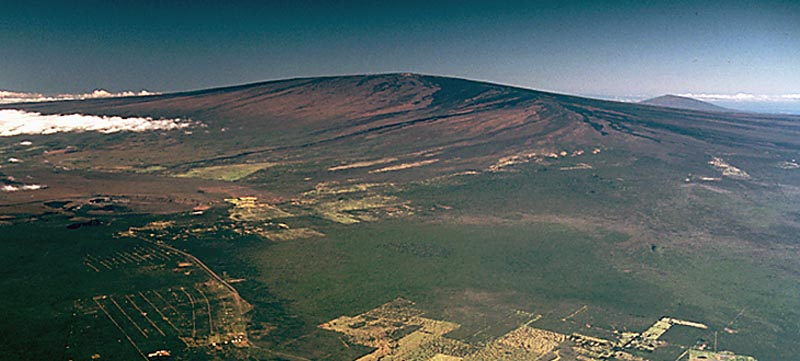
マウナ・ロア、世界最大の楯状火山

楯状火山（たてじょうかざん、英: shield volcano）は、緩やかに傾斜する斜面を持ち、底面積の広い火山である。粘性の低い（流れやすい）玄武岩質溶岩の噴出・流動・堆積によって形成される。
地球上の大型火山の多くは楯状火山である。アスピーテと呼ぶこともあるが、現在においてはこの呼称は推奨されない（火山を参照）。

## 主な楯状火山

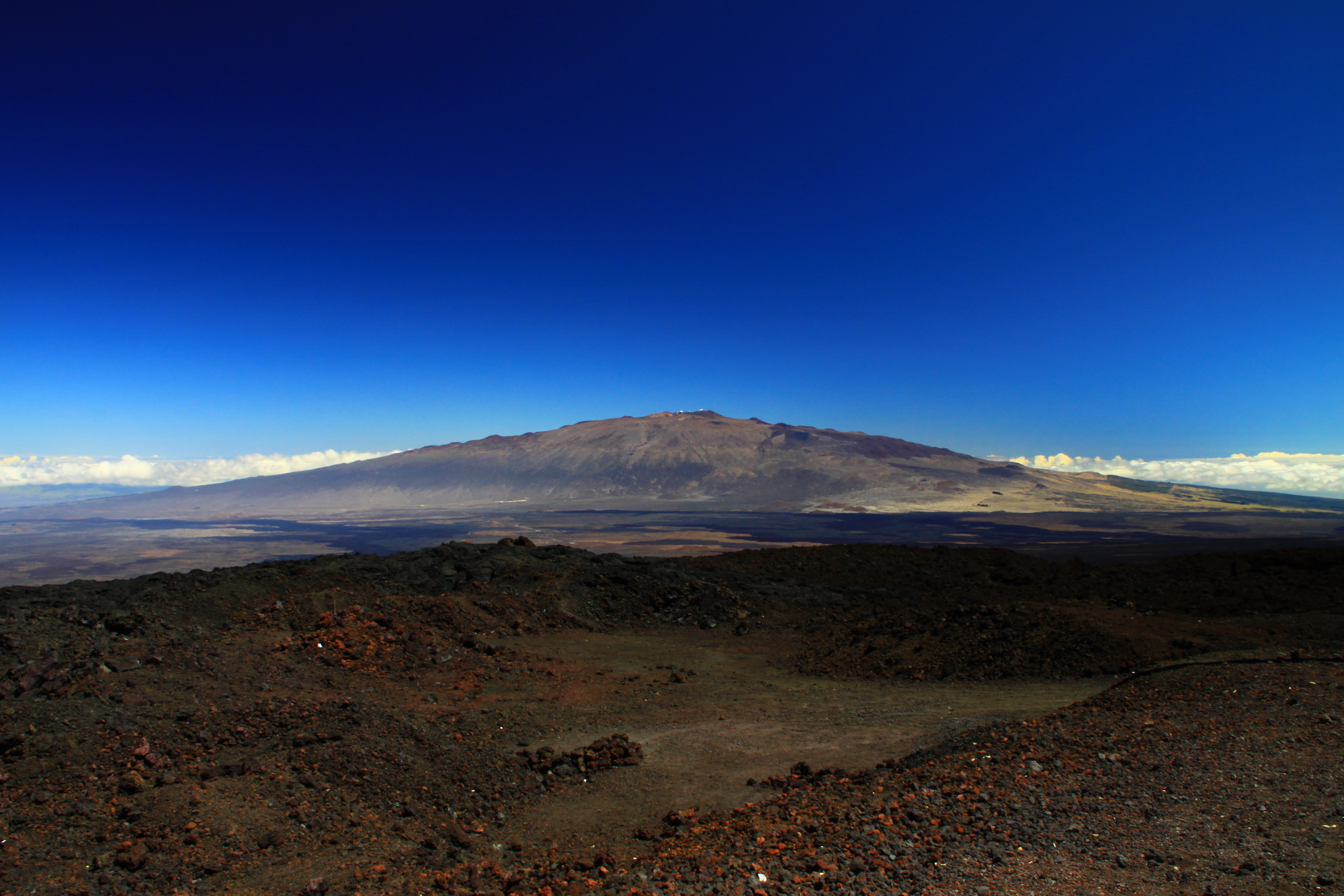
マウナ・ケア山

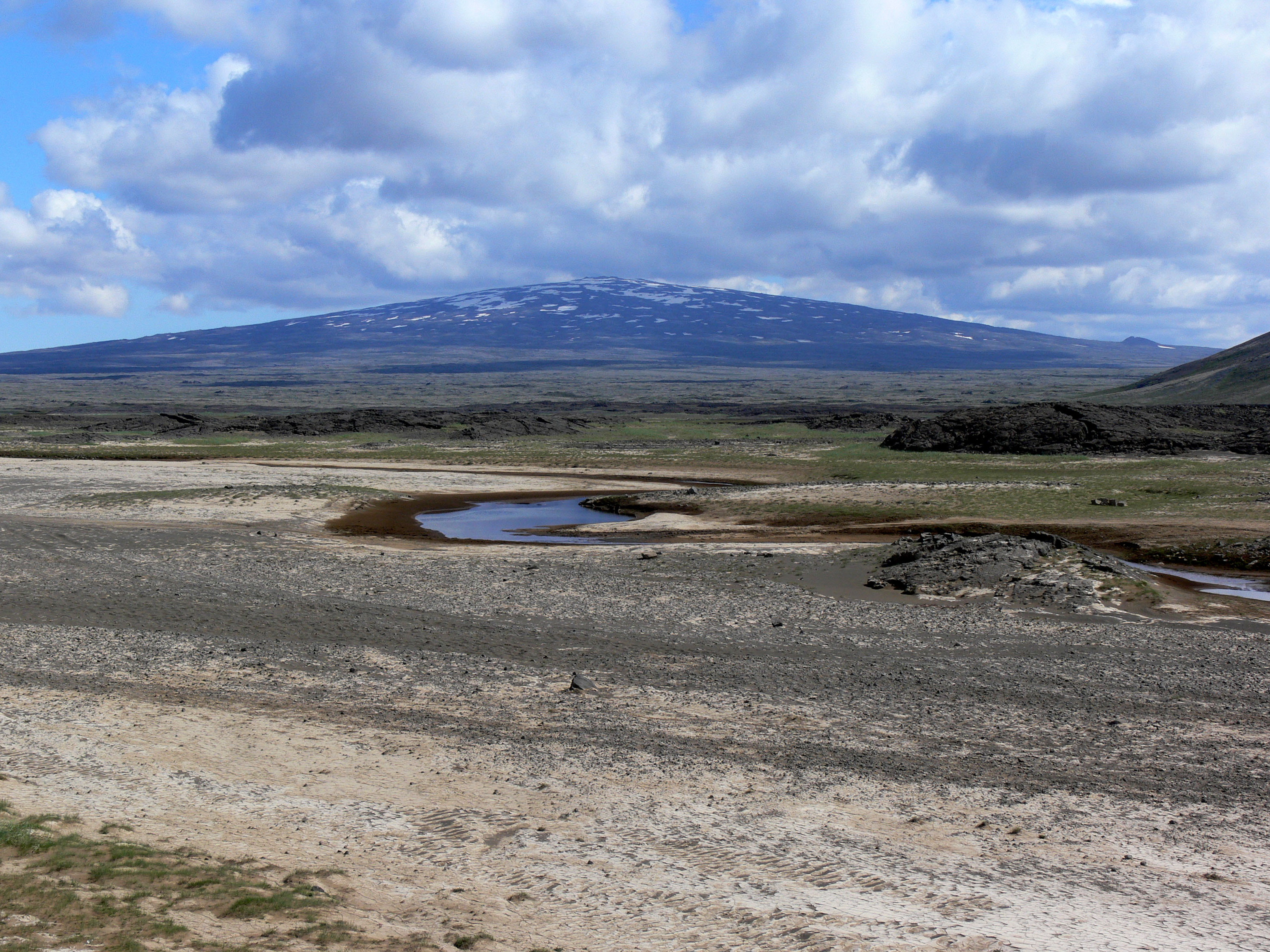
スキャルドブレイズゥル

多量の玄武岩質溶岩の噴出によって形成されることから、ハワイ諸島やアイスランドなどホットスポットや海嶺上に主に分布する。ハワイ諸島の火山はほとんどが楯状火山であり、世界最大のものはハワイ島にあるマウナ・ロア山である。レユニオン島のピトン・ドゥ・ラ・フルネーズは地球上で最も活発な楯状火山の1つで、平均して年一度のペースで噴火している。
一般的に楯状火山は複成火山であり、長期間に及ぶ活動で形成される。特殊な例として、アイスランドのスキャルドブレイズゥルは直径10キロメートル、比高550メートル、体積16立方キロメートルの、9500年前の一回の噴火でできた単成火山の楯状火山である。